# بنیاد پژوهش‌های باستانی و مطالعات مورمون
بنیاد پژوهش‌های باستانی و مطالعات مورمون (انگلیسی: Foundation for Ancient Research and Mormon Studies) یک همکاری غیررسمی از دانشگاهیان بود که به تحصیلات تاریخی کلیسای عیسی مسیح قدیسان آخرالزمان اختصاص داده شده بود. بنیاد تحقیقات باستانی و مطالعات مورمون (FARMS) در سال ۱۹۷۹ به عنوان یک سازمان غیرانتفاعی توسط جان دبلیو ولش در سال ۱۹۹۷ تأسیس شد. این گروه بخشی رسمی از دانشگاه بریگم یانگ (BYU) شد، که متعلق به کلیسای عیسی مسیح قدیسان آخرالزمان است.